# Flarken, Ångermanland
Flarken är en sjö i Härnösands kommun i Ångermanland och ingår i Gådeåns huvudavrinningsområde. Sjön har en area på 0,045 kvadratkilometer och ligger 187,2 meter över havet. Sjön avvattnas av vattendraget Gådeån (Helgumsån).

## Delavrinningsområde
Flarken ingår i det delavrinningsområde (695997-158631) som SMHI kallar för Ovan Penåsbäcken. Medelhöjden är 178 meter över havet och ytan är 7,56 kvadratkilometer. Räknas de 11 avrinningsområdena uppströms in blir den ackumulerade arean 36,18 kvadratkilometer. Avrinningsområdets utflöde Gådeån (Helgumsån) mynnar i havet. Avrinningsområdet består mestadels av skog (93 procent). Avrinningsområdet har 0,04 kvadratkilometer vattenytor vilket ger det en sjöprocent på 0,6 procent.